# Led Zeppelin
Cet article traite du groupe musical. Pour l’album du même groupe, voir l’article Led Zeppelin (album). Pour d’autres homonymes, voir Zeppelin (homonymie) .
Led Zeppelin [lɛd ˈzɛpələn] est un groupe de rock britannique originaire de Londres, formé en 1968. Il est composé de Jimmy Page (guitare), Robert Plant (chant), John Paul Jones (basse, guitare acoustique, mandoline, claviers) et John Bonham (batterie). Le groupe se sépare en 1980 après la mort de Bonham. Reconnu pour son son distinctif, dominé par la virtuosité des riffs de guitare de Page, la voix puissante de Plant, l'excellence de Jones et le groove et la force de frappe unique de Bonham, Led Zeppelin est aujourd'hui considéré comme l'un des plus grands groupes de rock, aussi bien pour son succès commercial, sa réussite artistique que pour son influence durable, plus de quarante ans après sa séparation.
L'œuvre du groupe s'inspire principalement du blues, du rock, du folk, mais aussi du rockabilly, du reggae, de la soul, du funk, du jazz, des musiques classiques, des musiques celtiques, des musiques indiennes, et des musiques arabes. Ces influences sont présentes dans ses huit albums studio (1969-1979) ainsi que dans ses concerts, où des medleys et des improvisations ont marqué ses performances scéniques, notamment lors de la tournée de 1972, dont le triple album live How the West Was Won est une référence.
Led Zeppelin a vendu plus de 300 millions d'albums dans le monde entier, dont plus de 112 millions aux États-Unis. Plusieurs de ses albums ont atteint la première place des classements, et il est considéré comme l'un des pionniers du hard rock et du heavy metal. Le groupe est également décrit par le magazine Rolling Stone comme « le plus lourd de tous les temps et le plus grand des années soixante-dix ». En 1995, le Rock and Roll Hall of Fame a estimé que Led Zeppelin a eu une influence aussi grande dans les années 1970 que celle des Beatles dans la décennie précédente.
Après la mort de John Bonham, le groupe se sépare, mais Page et Plant collaborent à nouveau dans les années 1980 avec The Honeydrippers puis dans les années 1990 sous le nom de Page and Plant. Ils se produisent également brièvement avec John Paul Jones lors d'événements exceptionnels, dont le Live Aid en 1985 et l'intronisation du groupe au Rock and Roll Hall of Fame en 1995. Leur dernier concert en tant que Led Zeppelin a eu lieu le 10 décembre 2007 à l'O2 Arena de Londres, avec Jason Bonham, le fils de John Bonham, à la batterie. Ce concert unique a attiré 20 millions de demandes de billets pour 20 000 places disponibles, établissant un record.

## Historique

### Formation et débuts (1968-1970)
Au début des années 1960 Jimmy Page devient un des guitaristes de studio les plus prisés de Londres. Il commence à jouer au début de son adolescence, et dès ses 14 ans, en 1957, il participe à une émission de télé-crochet sur la BBC avec son groupe de skiffle, où il explique qu'il veut devenir « chercheur en biologie »,. Quelques années plus tard, il participe aux enregistrements des tubes des Who, des Kinks, de Van Morrison et de beaucoup d'autres, à tel point qu'il se montre par la suite incapable de faire le compte total des titres sur lesquels il a joué dans l'ombre. Il y gagne une grande expérience du travail en studio, et la certitude qu'il devra avoir un contrôle total sur son art et ne travaillera jamais avec un producteur, préférant assurer ce rôle lui-même. En 1966, Page rejoint les Yardbirds aux côtés de Jeff Beck. Il peaufine son idée, il veut monter sa propre formation avec un objectif se résumant en trois mots : « faire du boucan ! » Il affine son projet et gagne encore en expérience en partant en tournée mondiale avec les Yardbirds, à l'issue de laquelle Jeff Beck quitte le groupe. Pour l'anecdote, en 1966, La Poupée qui fait non de Michel Polnareff est enregistrée avec Jimmy Page et John Paul Jones.
En 1968, lorsque les derniers membres des Yardbirds quittent le groupe en laissant Jimmy Page seul aux commandes, une série de dates de concert reste encore à honorer. Dans ce but, Page, prêt à mettre en route son propre projet et accompagné du manager du groupe, Peter Grant, recherche rapidement des musiciens pour former un nouveau groupe. John Paul Jones, bassiste, claviériste et arrangeur lui aussi très prisé dans les studios londoniens, apprend la nouvelle et contacte Page avec qui il a déjà travaillé lors de différentes sessions en studio. Page, connaissant le professionnalisme de John Paul Jones, accepte immédiatement. Comme chanteur, Jimmy Page songe, en premier lieu, à Steve Marriott, le chanteur des Small Faces, puis à Terry Reid. Ce dernier décline la proposition mais suggère à Page de s’intéresser à un jeune chanteur de Stourbridge, Robert Plant, qu’il a vu sur scène avec son groupe Band of Joy alors que ceux-ci faisaient l’ouverture de l’un de ses concerts. Jimmy Page va écouter Plant en concert et est enthousiasmé. Il ne manque plus que le batteur, or Robert Plant en connaît un, surdoué, avec qui il s'est déjà produit : John Bonham avec le Band of Joy en 1967-1968. Celui-ci refuse d'abord l'offre, s'étant plus ou moins engagé avec Joe Cocker pour occuper un poste stable au sein de son groupe. Mais sous la pression de Page et de Grant qui le bombardent de télégrammes expédiés au pub où il a ses habitudes, il accepte finalement l'offre moyennant garanties financières et le quatuor se forme sous le nom de New Yardbirds. La première répétition a lieu aux alentours du 19 août 1968 dans un local de Gerrard Street à Londres. Ils s'essayent sur le classique du rock'n'roll Train Kept A-Rollin' et découvrent instantanément l'alchimie qui va les mener vers les sommets. « Tout le monde a plus ou moins fait wow ! » se souvient Jimmy Page à propos de ces premières minutes passées à jouer ensemble. Les Yardbirds ayant signé pour  une tournée en Scandinavie pour quelques dates à honorer, la nouvelle formation donne son premier concert dans un foyer pour jeunes de Gladsaxe, au Danemark, le 7 septembre 1968. Mais avant cela, les quatre hommes se retrouvent fin août en studio pour l'enregistrement de l'album Three Weeks Hero de P. J. Proby, dont John Paul Jones doit réaliser les arrangements.
De retour au Royaume-Uni, pour ne plus s'afficher comme les Yardbirds et marquer un tournant musical, les New Yardbirds changent leur nom pour celui de « Led Zeppelin » le 9 novembre 1968, lors d'un concert au London Roundhouse de Chalk Farm. Le terme « lead balloon » (ballon en plomb) est souvent utilisé pour décrire une idée mal conçue, ou dont l'échec est à la fois prévisible et inévitable. Le nom surgit lorsque Jimmy Page se souvient d'une anecdote datant de 1966 et de l'enregistrement du single de Jeff Beck, Beck's Bolero : le titre est mis en boîte avec John Paul Jones, musicien de studio comme Page, à la basse, Nicky Hopkins aux claviers et Keith Moon à la batterie. Page, qui veut former son groupe pour sortir de l'ombre, propose à ces musiciens de le monter avec lui. Moon, qui n'a aucune intention de quitter les Who lui explique que son projet va s'écraser au sol comme un Zeppelin de plomb (lead zeppelin). Deux ans plus tard, au moment où est choisi ce nom, le « a » de Lead est retiré (le manager Peter Grant revendiquant la paternité de cette modification) pour une question de prononciation aux États-Unis, « lead » y ayant notamment une connotation négative (chargé, drogué, défoncé). Le premier concert donné sous le nom de Led Zeppelin a lieu le 9 novembre 1968, comme en témoigne l'affiche du concert à Chalk Farm.

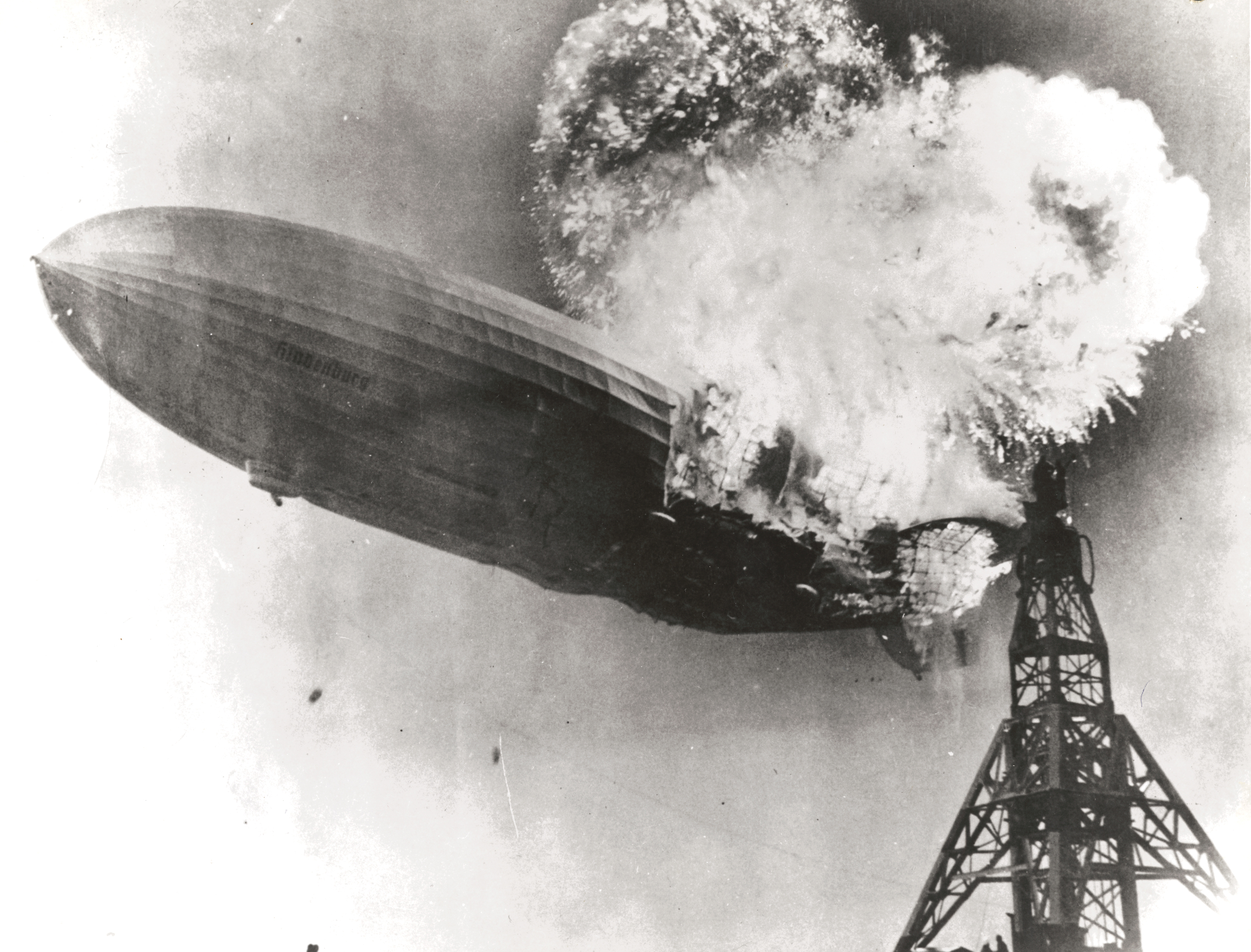
L'une des photographies de la catastrophe du Zeppelin Hindenburg à Lakehurst en 1937 est reprise pour la pochette du premier album de Led Zeppelin.

Parallèlement Peter Grant, le manager du groupe, signe un contrat de cinq ans avec Ahmet Ertegün, patron de la maison de disques Atlantic Records, obtenant une avance de 200 000 dollars, une somme astronomique à l'époque pour un groupe encore totalement inconnu. Durant sa tournée en Grande-Bretagne, le groupe enregistre son premier disque en une trentaine d'heures, ce qui lui confère le son d'un album en public. Simplement intitulé Led Zeppelin, il sort le 12 janvier 1969, moins de quatre mois après le premier concert de ses musiciens. Fortement influencé par le blues des années cinquante et le folk, il décline des riffs ravageurs, un chant puissant et démontre dès le premier morceau, Good Times Bad Times, la qualité du jeu de batterie de John Bonham associée à la virtuosité du bassiste John Paul Jones.
Après l'annulation par le Jeff Beck's Group de sa tournée aux États-Unis, Peter Grant profite de l'occasion pour placer Led Zeppelin en première partie des concerts de Vanilla Fudge et d'Iron Butterfly. Durant cette tournée, le public américain est conquis par les solos démonstratifs de Jimmy Page, les interprétations personnelles et les improvisations du groupe : des morceaux comme Dazed and Confused peuvent durer plus de trente minutes. Certains groupes refusent alors de monter sur scène après des performances aussi spectaculaires, ce qui propulse Led Zeppelin en tête d'affiche. Ils enregistrent un deuxième disque dans la même veine que le précédent, Led Zeppelin II, au cours de leur tournée américaine. Cet album, surnommé « The Brown Bomber » (le bombardier marron, en référence au graphisme de la pochette) aux États-Unis, sort le 22 octobre 1969 et fait du groupe le plus gros vendeur de disques du début de la décennie. La presse est pourtant divisée, parfois critique, certains reprochant au groupe son sexisme ou une certaine violence parfois injustifiée. L'album suivant, Led Zeppelin III (sorti le 5 octobre 1970), plus nuancé, démontre que le groupe ne se résume pas à quelques riffs de guitares rageuses et à la voix agressive de Robert Plant. La moitié du disque comporte des ballades folk, parfois des reproductions note à note de morceaux de Bert Jansch ou de Davey Graham, habitude que Jimmy Page garde avec les morceaux à tonalité plus blues, souvent intégralement repris de classiques de John Lee Hooker, Leadbelly ou Robert Johnson, sans jamais citer ses sources. La réputation sulfureuse que se forge progressivement Led Zeppelin est due à de nombreux écarts : chambres d'hôtel dévastées, groupies et abus de drogues, entre autres.

### Apogée (1971-1975)
Le quatrième album du groupe, dont la pochette ne comporte ni titre, ni nom de groupe, sort le 8 novembre 1971. Certains textes sont inspirés du Seigneur des anneaux de J. R. R. Tolkien et sont empreints d'occultisme,. Cet album est le plus vendu du groupe grâce aux classiques Stairway to Heaven, Rock and Roll, Black Dog, When the Levee Breaks et toutes les compositions riches et variées qui le composent, allant du folk au hard rock,. Deux ans plus tard, Led Zeppelin sort Houses of the Holy le 28 mars 1973, le premier de ses albums à recevoir un titre. L'album marque, une fois de plus, une nouvelle orientation musicale du groupe, empreinte de funk voire de reggae. Les fans sont un peu désorientés par cette nouvelle sonorité. Houses of the Holy, succès commercial, n'atteint cependant pas les ventes des albums précédents. Cette même année, Robert Plant, dont la voix est usée par les nombreuses tournées effectuées (quatre cent cinquante concerts en quatre ans) et par le tabac, subit une opération des cordes vocales qui le laissera aphone durant plusieurs semaines.
À la fin de son contrat avec Atlantic Records en 1974, le groupe crée son propre label, Swan Song Records, qui produit plusieurs groupes et finance une partie du premier film des Monty Python, Sacré Graal !. Le 24 février 1975, le groupe publie son sixième album. Il s'agit de son premier double album, intitulé Physical Graffiti, no 1 des deux côtés de l'Atlantique, et qui inclut notamment le titre Kashmir qui deviendra l'un des morceaux les plus connus de Led Zeppelin.

### Dernières années (1975-1980)

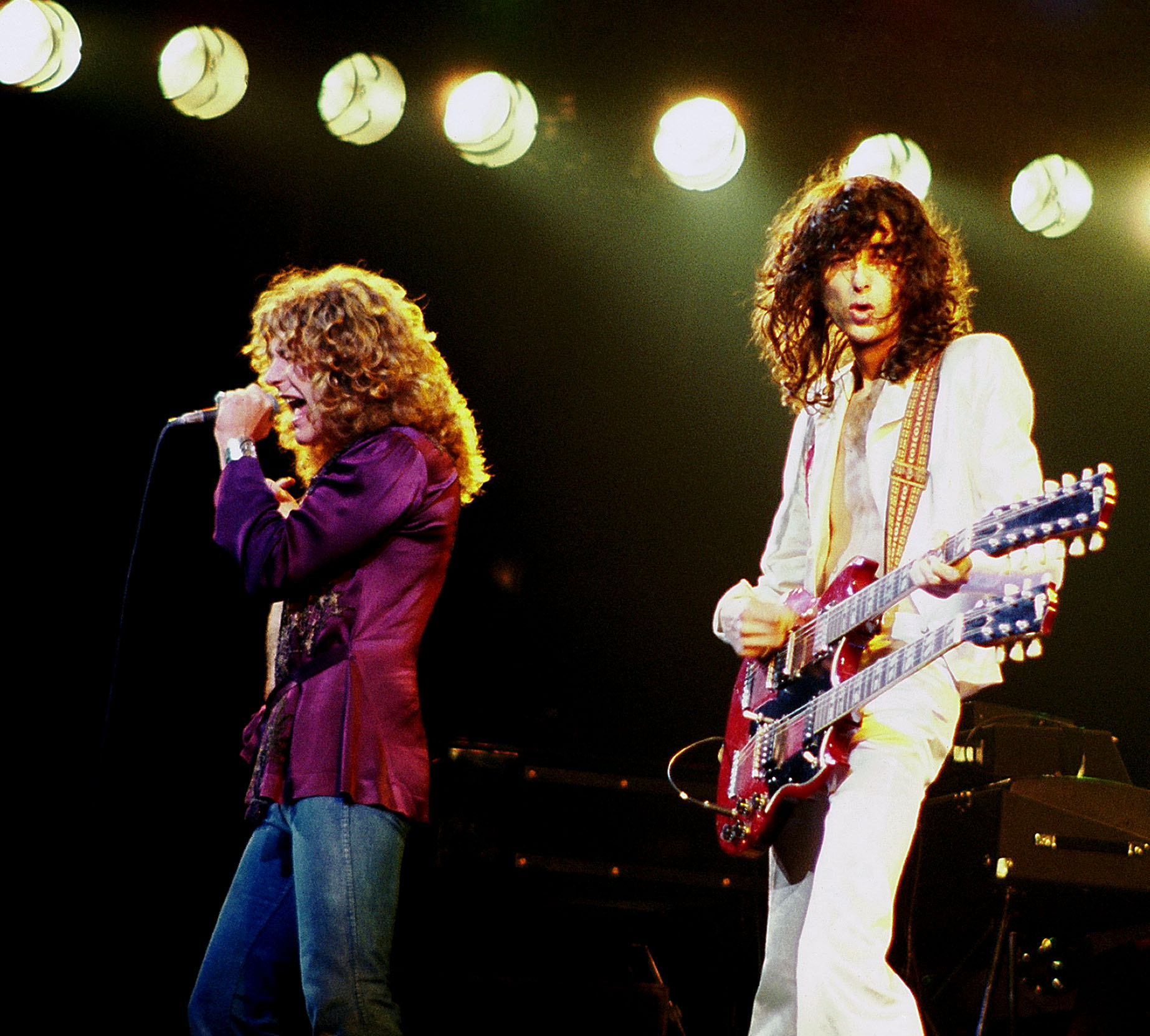
Plant (gauche) et Page (droite) en concert à Chicago pendant la tournée nord-américaine de 1977.

Le 4 août 1975, Robert Plant et son épouse Maureen sont victimes d'un grave accident de voiture lors de vacances sur l'île de Rhodes. Plant reste dans un fauteuil roulant durant de longs mois, se demandant même s'il pourra jamais remarcher. Au début de l'année 1976, le groupe retourne enfin en studio pour enregistrer un nouvel album. Le 5 avril 1976, le groupe sort Presence, album dans lequel figurent les titres Achilles Last Stand (qui dure plus de dix minutes), Nobody's Fault But Mine ainsi que Tea for One.
En octobre 1976, sortent le film et l'album live The Song Remains the Same à partir d'un concert filmé et enregistré au Madison Square Garden lors de la tournée mondiale 1973. Une fois Plant complètement rétabli, le groupe entame au début de l'année 1977 ce qui sera sa plus grande tournée américaine depuis sa création. Pendant l'inactivité forcée de Led Zeppelin, une nouvelle génération de groupes de rock, décidée à faire oublier leurs prédécesseurs, est apparue (le hard rock d'AC/DC, des Scorpions, de Kiss et de Judas Priest et le punk rock des Sex Pistols, des Ramones et des Clash…). Led Zeppelin se doit de réagir et de prouver qu'il reste l'un des meilleurs groupes de rock du moment. Plus de cinquante concerts sont ainsi organisés à travers les États-Unis, mêlant rock lourd et intermèdes acoustiques. Mais le 26 juillet 1977, alors qu'il ne reste que quelques concerts à honorer, Robert Plant apprend le décès de son fils cadet Karac, âgé de six ans. Ce drame interrompt une nouvelle fois les activités du groupe, qui ne reprendra le chemin des studios qu'à la fin de l'année 1978.
En mai 1979, le groupe annonce son retour sur scène à l'occasion du festival de Knebworth. La demande de billets est telle qu'il faut rajouter une deuxième date. Les 4 et 11 août 1979, Led Zeppelin joue ainsi devant 218 000 puis 187 000 spectateurs, record d'affluence inégalé, à ce jour, pour ce festival. Le 20 août 1979 paraît In Through the Out Door, qui sera le dernier album avec les quatre membres du groupe (les albums suivants seront issus d'archives sonores diverses). L'album sort avec une pochette emballée dans du papier kraft, fragile et de collection. Led Zeppelin doit alors beaucoup au travail de John Paul Jones pour la sortie de cet album qu'il marque de son empreinte en raison de l'addiction de Jimmy Page à l’héroïne. D'après Richard Cole — lui-même héroïnomane — Page commence à prendre de l'héroïne en 1976 lors des sessions d'enregistrement de l'album Presence. Peu de temps après, Page confie à Cole qu'il est devenu dépendant. En 1977, la toxicomanie de Page commence à affecter son aptitude à jouer. Il a perdu du poids et n'est plus en phase avec les autres membres du groupe, notamment Plant, lors des concerts. Lors de l'enregistrement de In Through The Out Door en 1978, l'influence de Page sur l'album est moindre que celle de John Paul Jones, en raison de ses excès qui entraînent son absence des studios durant de longues périodes. L'album In Through the Out Door est ainsi teinté de sons issus de synthétiseurs comme dans les morceaux Carouselambra, In the Evening et All My Love écrit à la mémoire de Karac.

### Mort de John Bonham et séparation (1980)

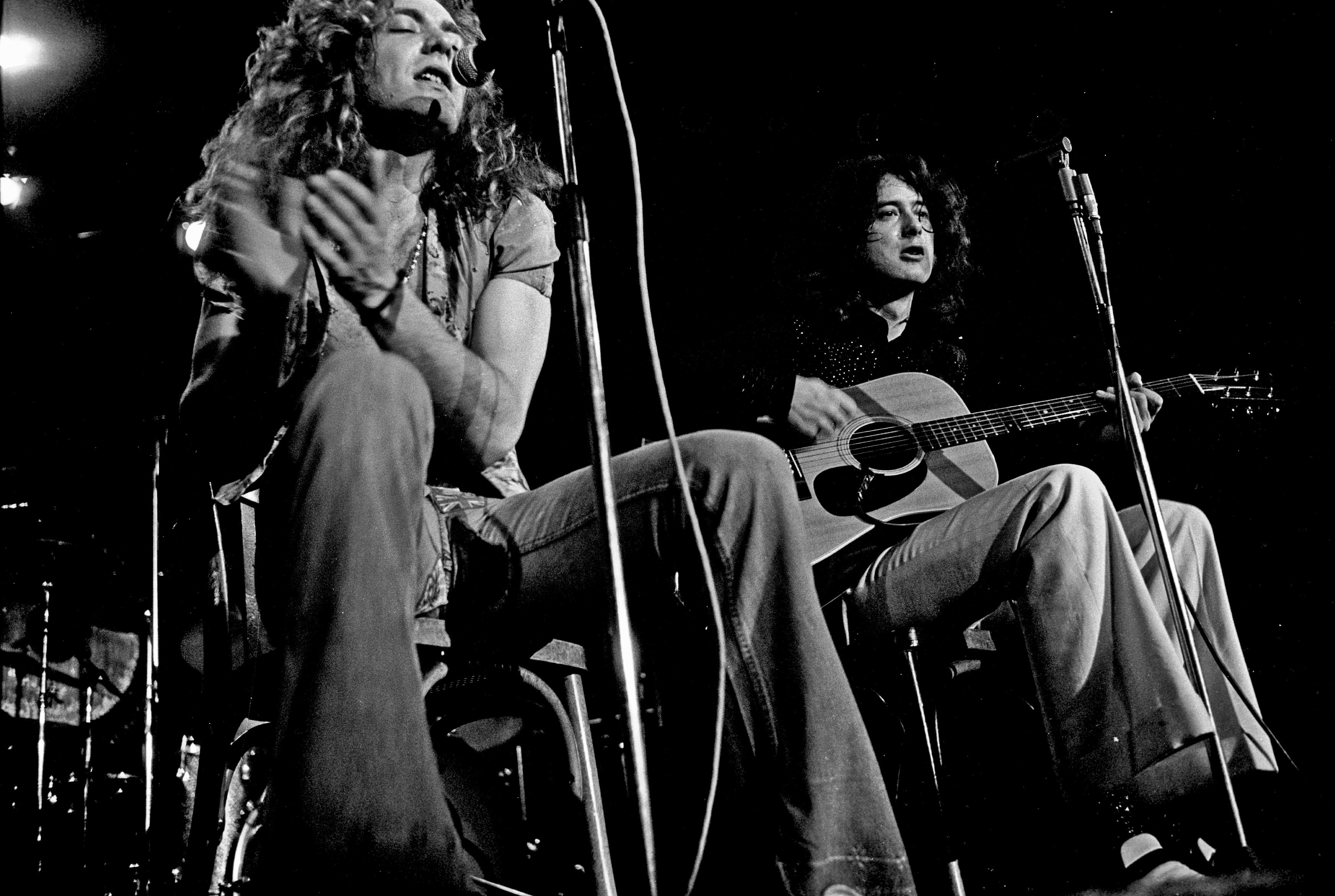
En concert à Hambourg en mars 1973.

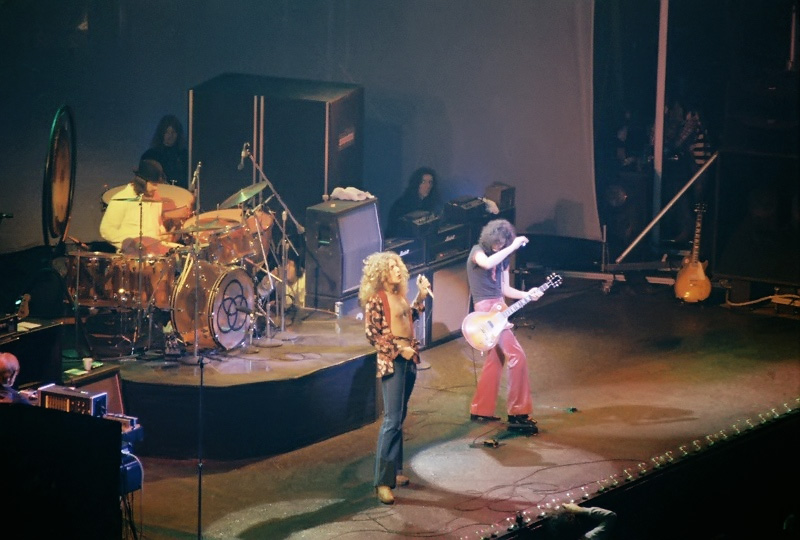
Sur scène à Chicago en janvier 1975.

Led Zeppelin effectue une tournée de quatorze dates en Europe, entre le 17 juin et le 7 juillet 1980. Le groupe doit donner ensuite une grande série de concerts aux États-Unis (17 dates), trois ans après l'interruption brutale de la précédente, puis effectuer son retour programmé sur les scènes britanniques. Les répétitions pour la tournée américaine commencent à la fin de l'été dans la maison de Jimmy Page, à Bray, où loge John Bonham pour l'occasion.
Le 25 septembre 1980 survient le dernier drame qui sera fatal au groupe. John Bonham, connu comme un grand buveur, sort la veille pour une soirée bien arrosée. Il aurait bu quarante shooters de vodka en quatre heures (soit près de 80 cl). Fortement alcoolisé et ayant perdu une grande partie de sa lucidité, il fait appeler un taxi pour se rendre chez Jimmy Page où se trouve déjà un ami qui l'aidera à se coucher. Durant la nuit, il vomit alors qu'il est inconscient et s'étouffe. Il est retrouvé sans vie le lendemain matin par Benji Lefevre, l'ingénieur du son du groupe. Bonzo, malgré son apparente robustesse, sombrait peu à peu dans une dépression causée par l'éloignement de sa famille et par les longues tournées. Il était devenu un consommateur compulsif d'antidépresseurs et de drogues diverses. Il laisse dans le deuil son épouse Pat, son fils Jason et sa fille Zoé, ainsi que les trois autres membres de Led Zeppelin qui, après avoir brièvement envisagé de trouver un nouveau batteur, comprennent rapidement que rien ne sera plus jamais pareil sans John Bonham. Aussi annoncent-ils officiellement la dissolution de Led Zeppelin le 4 décembre 1980, dans un communiqué de presse laconique, signé Led Zeppelin : « Nous tenons à faire savoir que la perte de notre cher ami et le profond sens de l'harmonie indivisible que nous ressentons, nous-mêmes et notre manager, nous ont conduits à décider que nous ne pouvions plus continuer comme nous étions ». La dernière prestation publique du groupe a lieu le 7 juillet 1980, à Berlin. Un dernier album posthume, composé de chansons inédites et de versions de concert, et intitulé Coda, sort le 19 novembre 1982.

### L'après-Led Zeppelin (1981-2006)
Les trois membres survivants du groupe se consacrent à leurs carrières solo respectives, soit au sein de leurs propres formations, soit en collaboration avec d'autres artistes. Il arrive même qu'un des trois compères apporte sa contribution sur l'album d'un des deux autres et vice versa. Ceci contribuera pendant toutes ces décennies à alimenter les rumeurs et les espoirs de reformation de Led Zeppelin. Durant les années 1980 et 1990, certains évènements donnent à Jimmy Page, Robert Plant et John Paul Jones l'occasion de rejouer ensemble. Tout d'abord, le 13 juillet 1985, lors d'un concert de charité à Philadelphie dans le cadre du Live Aid, réunion considérée « désastreuse » par la presse spécialisée et certains artistes qui y ont assisté comme Phil Collins, ; puis, le 14 mai 1988, au Madison Square Garden de New York pour le 40e anniversaire d'Atlantic Records ; ensuite, le 28 avril 1990 au cours du mariage de Jason Bonham ; et enfin, le 12 janvier 1995, lors de l'intronisation de Led Zeppelin dans le prestigieux Rock and Roll Hall of Fame and Museum (en duo avec Steven Tyler, Joe Perry et Joey Kramer). Cependant, ces reformations éphémères, souvent décidées sur un coup de tête et sans réelles préparations, donnent lieu parfois à des prestations décevantes.
En 1984, Jimmy Page forme avec le chanteur Paul Rodgers le groupe The Firm. Deux albums studios sont enregistrés et des concerts sont donnés jusqu'en 1986, au cours desquels Page refuse d'interpréter des morceaux de Led Zeppelin.
Le 14 juin 1990, lors du concert de Knebworth, Jimmy Page rejoint Robert Plant et ses musiciens sur scène pour interpréter deux chansons à la guitare : Liar's Dance  de Plant et Wearing and Tearing de Led Zeppelin.
Au milieu des années 1990, Robert Plant et Jimmy Page se produisent en public à deux reprises : une première fois, en 1994, pour le show MTV Unplugged, dans lequel ils reprennent des titres de Led Zeppelin dans des versions nouvellement arrangées. De cette prestation télévisée sera tiré l'album No Quarter (également nommé Jimmy Page and Robert Plant Unledded, jeu de mots anglais entre unleaded, sans plomb, et unplugged, débranché), qui reprend une partie des titres interprétés lors de ce show ainsi que de nouvelles chansons à sonorités orientales redondantes enregistrées au Maroc avec des musiciens et des instruments traditionnels maghrébins. Une tournée mondiale est réalisée à l'occasion de la sortie de cet album. Plant et Page se retrouvent une seconde fois en 1998 pour l'album Walking into Clarksdale, qui ne contient que des chansons originales. Là aussi, une tournée mondiale est organisée durant laquelle ils jouent également des titres de Led Zeppelin. Robert Plant choisit ensuite de reprendre une carrière en solo, cessant sa collaboration avec Jimmy Page qui, de son côté, consacre son temps à remettre en état les bandes sons et les vidéos de Led Zeppelin. Après les BBC Sessions, double CD live sorti en 1997, sortent simultanément, en 2003, le triple CD live How the West Was Won et le double DVD Led Zeppelin.
En 1993, Jimmy Page forme un duo éphémère avec le chanteur  David Coverdale avec lequel il enregistre un album Coverdale-Page et part en tournée, au cours de laquelle seront interprétés, à côté des compositions du duo, des morceaux de leurs anciens groupes respectifs, Whitesnake et Led Zeppelin.
Le 22 mai 2006, Led Zeppelin reçoit une nouvelle distinction prestigieuse : le prix Polar Music, considéré par certains comme le prix Nobel de musique. Cette récompense est remise en main propre à Jimmy Page, Robert Plant, John Paul Jones et Zoé Bonham par le roi de Suède. Le 24 novembre 2006, Led Zeppelin est intronisé au U.K. Music Hall of Fame.

### Réunion (2007-2009)

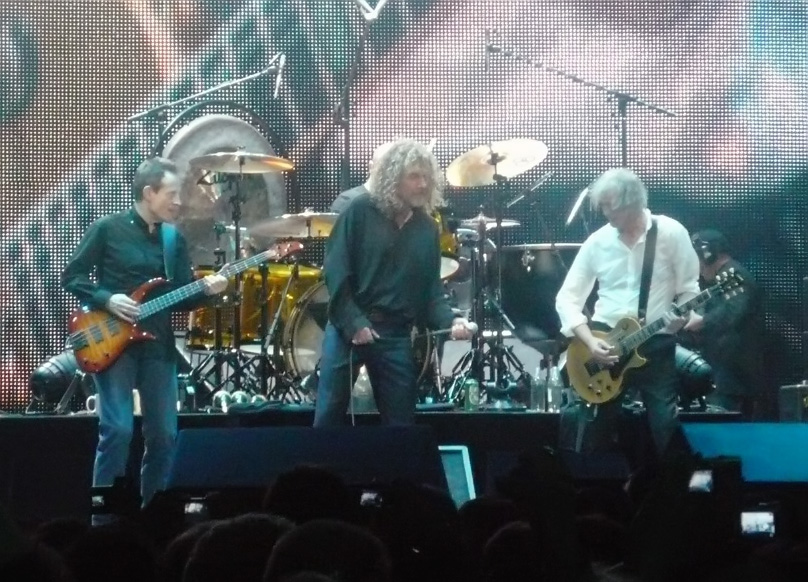
John Paul Jones, Robert Plant et Jimmy Page, le 10 décembre 2007 à l'O2 Arena de Londres.

Le 12 septembre 2007, les trois membres survivants du groupe annoncent que Led Zeppelin participera à un concert hommage à Ahmet Ertegün (fondateur d'Atlantic Records) à la O2 Arena de Londres programmé le 26 novembre 2007. Ils seront accompagnés par Jason Bonham à la batterie. Cette annonce, relayée partout dans le monde par les médias, provoque un enthousiasme sans précédent. En quelques jours, le site internet chargé d'attribuer les 20 000 places disponibles par tirage au sort, enregistre plus de 20 millions de connexions pour autant de demandes de tickets. En Grande-Bretagne, ce concert unique est qualifié par les médias de « plus grand évènement rock de l'Histoire. » Lors de ce concert, finalement reporté au 10 décembre 2007 à la suite d'une fracture du doigt de Jimmy Page, Led Zeppelin produit une prestation saluée par l'ensemble des critiques et des spectateurs présents.
Dès lors, les espoirs et les rumeurs d'une tournée dans le courant de l'année 2008 resurgissent, d'autant que Jimmy Page et John Paul Jones, malgré les démentis de Robert Plant, laissent entendre que d'autres concerts de Led Zeppelin pourraient être programmés en 2008 si ce concert leur donnait satisfaction. Quelques semaines après ce concert-évènement, Jimmy Page annonce qu'aucun projet relatif à Led Zeppelin ne sera programmé avant l'automne 2008, temps nécessaire à Robert Plant pour terminer sa tournée mondiale en duo avec la chanteuse Alison Krauss. Le 24 août 2008, à la fin de la cérémonie de clôture des Jeux olympiques, Jimmy Page interprète Whole Lotta Love dans le « Nid d'oiseau » de Pékin. Après un décompte organisé sur sa page Facebook, le groupe dévoile que le concert du 10 décembre 2007 à l'O2 Arena sortira au cinéma en octobre 2012 sous le nom Celebration Day.
En septembre 2008, alors que la tournée de Robert Plant arrive à son terme, certaines sources affirment que Jimmy Page et John Paul Jones se sont réunis durant l'été en studio pour répéter en vue d'une éventuelle tournée mondiale. Pour pallier l'absence de Robert Plant, différents chanteurs participent à ces séances, principalement le chanteur/guitariste du groupe américain Alter Bridge, Myles Kennedy. Très satisfaits de ces répétitions, Jimmy Page et John Paul Jones annoncent qu'ils envisagent sérieusement de reformer Led Zeppelin pour une tournée mondiale en 2009 et qu'ils n'hésiteront pas à remplacer Robert Plant, si celui-ci ne se décide pas à les accompagner. Quelques jours plus tard, le quotidien anglais The Sun affirme que Robert Plant aurait donné son accord pour participer à cette tournée mondiale en 2009. Mais, le 30 septembre, Robert Plant annonce dans un communiqué officiel qu'il ne participera à aucune reformation de Led Zeppelin. Le 2 juillet 2009, Plant est de nouveau impliqué dans un accident de voiture, cette fois sans gravité. Dans une interview de 2009 réalisée en direct dans son émission Les Classiques sur Classic 21, Marc Ysaye déclare « J'ai eu l'occasion d'interviewer les deux [Page et Plant] et, autant les yeux de Jimmy Page s'allument quand on évoque avec lui Led Zeppelin, autant Robert Plant ne veut plus en entendre parler[réf. nécessaire]. »
En 2009, John Paul Jones forme le groupe Them Crooked Vultures en compagnie de Dave Grohl et de Josh Homme. Un album est enregistré, suivi d'une tournée de concerts au cours desquels Jones joue de la basse et des claviers comme à l'époque de Led Zeppelin. Cependant, aucun morceau de Led Zeppelin n'est interprété sur scène, et tous les morceaux du trio sont des compositions originales.

### Activités occasionnelles (depuis 2012)
Le 13 septembre 2012, sur sa page officielle Facebook, Led Zeppelin annonce la sortie de Celebration Day, qui documente son concert de 2007 à l'O2 Arena. Jimmy Page annonce lors de l'avant première de Celebration Day que les albums studio du groupe vont être remasterisés par ses soins. Les trois premiers albums studio remasterisés sortent le 2 juin 2014, suivis en novembre 2014 des deux autres. Chaque album a droit lors de sa sortie à une version classique (l'album remasterisé en CD ou vinyle), ainsi qu'une version deluxe (l'album studio est accompagné d'un CD ou vinyle « compagnon » contenant des chansons, démos, acoustiques ou live inédits). Les albums sont aussi proposés en version super deluxe (l'album studio, ainsi que les versions inédites en CD et vinyles avec un livret, et une carte pour télécharger l'album en haute qualité sonore. En 2016, le groupe publie The Complete BBC Sessions qui comprend les Led Zeppelin BBC Sessions de 1997.
En octobre 2020, Jimmy Page publie une collection de photos intitulée Jimmy Page: The Anthology, confirmant un documentaire pour le 50e anniversaire du groupe, mais en raison de la pandémie de Covid-19, sa progression a ralenti. En 2022, à l'occasion des cinquante ans de la formation, le groupe publie le beau-livre Led Zeppelin by Zep Zeppelin, qui comprend des photographies inédites et des anecdotes racontées par Jimmy Page, Robert Plant et John Paul Jones.

## Performances en concert
Jimmy Page a une conception particulière des concerts et sait toujours l'insuffler au groupe. Tout d'abord, Led Zeppelin n'a pas de première partie, comme de nombreux groupes et artistes à partir de 1970. La prestation du groupe est en effet trop longue (jusqu'à quatre heures) pour permettre d'en intégrer une autre. Ensuite, Led Zeppelin ne se contente jamais de jouer ses morceaux tels qu'on les entend sur ses albums studio. Jimmy Page, particulièrement, retravaille chaque titre qu'il interprète durant la tournée afin d'en expérimenter chaque aspect, modifiant non seulement leurs solos, mais aussi leurs structure.
Les différences vont du détail à de profondes modifications. Par exemple, la chanson Dazed and Confused du premier album, dure six minutes dans la version studio contre vingt-cinq lors de la tournée de 1973 et jusqu'à quarante-cinq en 1975. Ce ne sont pas de simples rallongements d'un même thème mais souvent des pots-pourris contenant le plus souvent des reprises, ou bien de nouveaux thèmes qui parfois deviennent par la suite des titres à part entière. La version live de Whole Lotta Love ajoute cinq ou six jam sessions au contenu original. Jimmy Page y modifie et prolonge également son solo. Sur Moby Dick, John Bonham fait aussi parfois durer son solo de batterie jusqu'à quarante minutes. De même, John Paul Jones gratifie le public d'un solo de claviers de trente minutes sur No Quarter en y incorporant des passages classiques comme le Concerto d'Aranjuez. John Paul Jones le dira lui-même : « Led Zeppelin ne se basait pas sur ses chansons mais sur ses performances scéniques. » Ce travail peut être apprécié dans les albums live du groupe (voir sa discographie) ainsi que dans les très nombreux bootlegs disponibles.

## Style musical

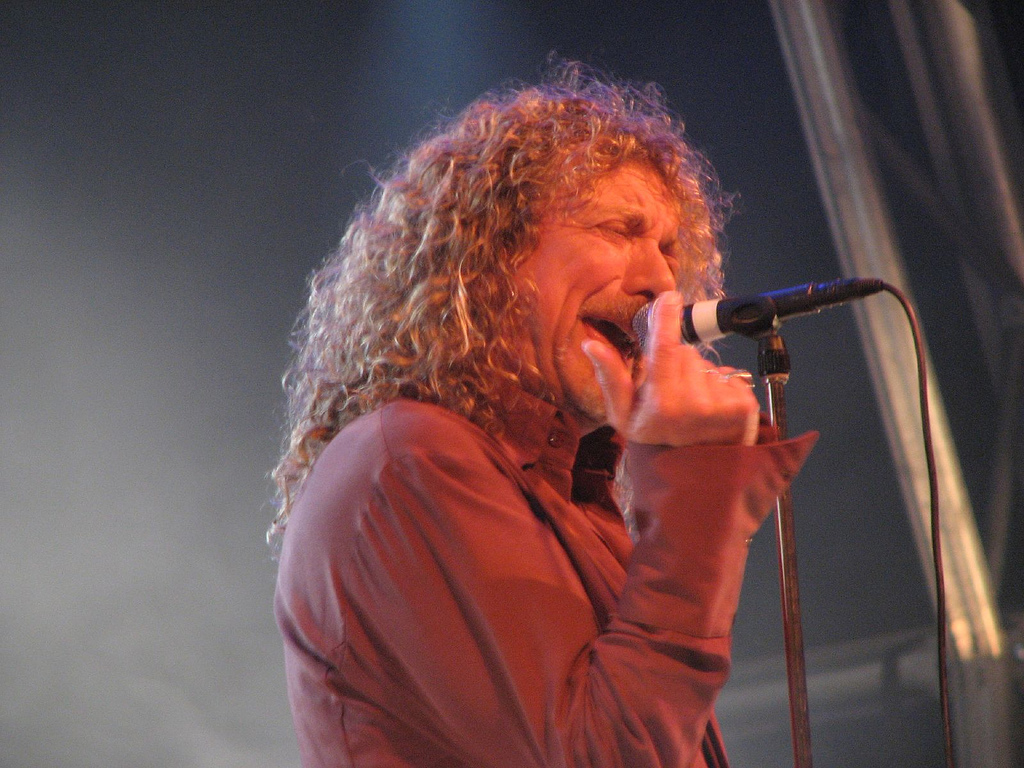
Robert Plant, au Green Man Festival en 2007.

Le style musical de Led Zeppelin est enraciné dans le blues. L'influence des morceaux blues américain de Howlin' Wolf, Muddy Waters et Skip James est particulièrement apparente, en particulier pour Led Zeppelin et Led Zeppelin II. Les morceaux de presque tous les albums studio sont construits autour de la progression harmonique à 12 mesures du blues, et ce dernier a influencé d'autres chansons, à la fois musicalement et lyriquement. Dans les influences marquantes de Led Zeppelin, on trouve aussi la musique celtique et la musique folk. Le groupe est d'ailleurs considéré comme l'un des précurseurs du folk metal, genre musical mariant heavy metal et musique folk. Le guitariste écossais Bert Jansch a inspiré Page, notamment au niveau des open tunings et des aggressive strokes. Le groupe tire finalement son inspiration d'une grande variété de genres, depuis les musiques du monde, le rock 'n' roll, le jazz, et la country, jusqu'au funk, la soul et le reggae, en particulier sur Houses of the Holy et les albums qui ont suivi.
Les éléments musicaux des deux premiers albums sont en grande partie tirés de longues jam sessions sur des standards du blues et de la musique folk,. Cette méthode conduit à la création de nouveaux sons par l'intermédiaire d'un mélange d'éléments musicaux et lyriques provenant de différentes chansons et de passages improvisés, mais conduisit aussi plus tard à des accusations de plagiat et des litiges portant sur le droit d'auteur. En général, la musique était développée en premier lieu, parfois avec des paroles improvisées qui pouvaient être réécrites pour la version finale de la chanson. Depuis leur visite à Bron-Yr-Aur en 1970, le duo de coécriture entre Page et Plant est devenu prédominant, Page fournissant la musique en grande partie à l'aide de sa guitare acoustique, Plant devenant le parolier du groupe. Jones et Bonham apportaient leur contribution par la suite, en répétition ou en studio. Vers la fin de la carrière du groupe, Page, en retrait au niveau composition, fut progressivement supplanté par Jones, qui composait majoritairement au clavier. Plant ajoutait ensuite les paroles avant que Page et Bonham développent leurs parties,.
Les paroles des premiers morceaux puisent dans les racines folk et blues, mélangeant souvent des fragments lyriques de différents morceaux. Beaucoup de ces chansons traitent de romance, d'amour non partagé ou de conquête sexuelle, des thèmes courants du rock, du pop et du blues. Certains des textes, en particulier ceux inspirés du blues, sont considérés comme misogynes. À partir de Led Zeppelin III, des éléments de mythologie et de mysticisme sont incorporés dans la musique du groupe, à la suite notamment de l'intérêt de Plant pour les légendes et l'histoire. Ces éléments sont souvent considérés comme reflétant les intérêts de Page pour l'occultisme, et donnent lieu à des rumeurs selon lesquelles les enregistrements contiendraient des messages subliminaux sataniques, notamment déguisés grâce au backmasking ; des affirmations généralement rejetées par les membres du groupe et les critiques musicaux. Susan Fast affirme qu'avec la dominance de Plant comme parolier du groupe, les chansons ont été visiblement influencées par le courant contre-culturel des années 1960.
Selon le musicologue Robert Walser, « Le son de Led Zeppelin est marqué par la vitesse et la puissance, des motifs rythmiques inhabituels, une dynamique nivelée et contrastée, les chants lamentés du chanteur Robert Plant, et le grain lourdement distordu de Jimmy Page. » Ces éléments expliquent que le groupe soit souvent mentionné comme l'un des ancêtres du hard rock et du heavy metal,. Ils ont même été décrits comme le « groupe de heavy metal par excellence », même si les membres du groupe ont souvent voulu éviter cette étiquette. Cette réputation provient en partie de l'utilisation de riffs de guitare avec distorsion sur des chansons comme Whole Lotta Love et The Wanton Song,. Souvent les riffs n'étaient pas repris identiquement par la guitare, la basse et la batterie, mais il y avait plutôt des variations mélodiques ou rythmiques, comme dans Black Dog où trois signatures rythmiques différentes sont utilisées. Le jeu de guitare de Page mélange des éléments de la gamme du blues avec ceux de la musique orientale. Les aigus de Plant ont été comparés à la technique vocale de Janis Joplin,. La batterie de Bonham est retenue pour sa puissance, ses roulements rapides et ses battements rapides sur grosse caisse. La basse de Jones a été décrite comme mélodique et son jeu au clavier ajoutait une touche classique au son du groupe,.
Page déclare avoir voulu que Led Zeppelin produise une musique qui avait « de la lumière et de l'ombre. » Cela s'est réalisé plus particulièrement à partir de Led Zeppelin III, qui fait une plus grande utilisation d'instruments acoustiques, et fut confirmée par le quatrième album, en particulier sur Stairway to Heaven qui commence à la guitare acoustique et à la flûte à bec et se termine à la batterie avec de lourds sons électriques,. Vers la fin de leur carrière discographique, ils se sont orientés vers un son plus doux et plus progressif, dominé par les claviers de Jones. Ils ont également utilisé de plus en plus de techniques de superposition et de production particulières comme l'enregistrement multipiste et le réenregistrement de la guitare. L'accent mis sur la dynamique et la disposition d'ensemble donnent un style unique à leur musique, qui a été décrit comme transcendant tous les genres. Ian Peddie remarque que   Led Zeppelin étaient « ... bruyants, puissants et souvent lourds, mais leur musique était aussi empreinte d'humour, introspective et extrêmement subtile. »

## Membres
- Jimmy Page : auteur-compositeur, producteur, guitare rythmique, guitare solo, guitare acoustique, thérémine, banjo, dulcimer, pedal steel, guizmotron, chœurs
- Robert Plant : parolier, chant, harmonica, tambourin, chœurs
- John Paul Jones : compositeur, arrangeur, basse, guitare acoustique, mandoline, claviers (piano, piano électrique, orgue Hammond, synthétiseur, mellotron), contrebasse, flûte à bec, pédalier basse, chœurs
- John Bonham (†) : compositeur, batterie, percussions, chœurs, mort le 25 septembre 1980

### Musiciens additionnels

#### Réunions en concert
- Tony Thompson (†) : batterie (Live Aid, 13/07/1985), mort le 12 novembre 2003
- Phil Collins : batterie (Live Aid, 13/07/1985)
- Jason Bonham : batterie, percussions, chœurs (40e anniversaire Atlantic Records, 14/05/1988, Rock'n'Roll Hall of Fame 1995, concert O2 Arena, 10/12/2007)
- Michael Lee (†) : batterie (Introduction au Rock'n'Roll Hall of Fame, 1995), mort le 24 novembre 2008
- Steven Tyler : chant (Introduction au Rock'n'Roll Hall of Fame, 1995)
- Joe Perry : guitare (Introduction au Rock'n'Roll Hall of Fame, 1995)
- Joey Kramer : batterie (Introduction au Rock'n'Roll Hall of Fame, 1995)

#### Page Plant
- Charlie Jones : basse, percussions (1994, 1998)
- Michael Lee (†) : batterie, percussions (1994, 1998)
- Porl Thompson : guitare, banjo (1994)
- Jim Sutherland : mandoline, bodhrán (1994)
- Nigel Eaton : vielle à roue (1994)
- Ed Shearmur : claviers, arrangements orchestraux (1994, 1998)

## Chronologie
Formation d'origine, réunions en concert (R) et Page Plant (PP)

## Discographie
- 1969 : Led Zeppelin
- 1969 : Led Zeppelin II
- 1970 : Led Zeppelin III
- 1971 : Led Zeppelin IV
- 1973 : Houses of the Holy
- 1975 : Physical Graffiti
- 1976 : Presence
- 1979 : In Through the Out Door
- 1982 : Coda

Led Zeppelin place cinq albums dans le classement des 500 meilleurs albums établi par le magazine Rolling Stone : Led Zeppelin (29e), Led Zeppelin IV (66e), Physical Graffiti (70e), Led Zeppelin II (75e) et Houses of the Holy (149e). L'album le plus vendu - selon les estimations - de sa discographie est Led Zeppelin IV avec 37 000 000 d'exemplaires dans le monde.

## Filmographie
Les DVD comprennent également des bonus où l'on peut voir deux clips de Led Zeppelin (Over The Hills And Far Away et Travelling Riverside Blues), trois morceaux joués à la télévision danoise en 1969, une promotion de Communication Breakdown et de Dazed and Confused à Paris en 1969, une entrevue avec le groupe à la NBC en 1970, le morceau Rock and Roll live à la télévision australienne ainsi qu'une entrevue en 1972 et une entrevue avec Robert Plant à la BBC en 1975).
- 1976 : The Song Remains the Same (concert de 1973 au Madison Square Garden et extraits de pensées de chaque membre du groupe)
- 2003 : Led Zeppelin DVD (deux DVD de qualité supérieure comprenant des extraits du concert au Royal Albert Hall (Londres) en 1970, des extraits des concerts de Earls Court (Londres) en 1975, quatre morceaux inédits du concert de 1973 au Madison Square Garden (New York) ainsi que des extraits des deux concerts de Knebworth (Angleterre) en 1979.
- 2012 : Celebration Day (concert du 10 décembre 2007 à la 02 Arena à Londres).
- 2025 : Becoming Led Zeppelin (en)

## Hommages
- Dread Zeppelin : groupe de rock californien formé en 1989 spécialisé dans les reprises de classiques rock dans un style reggae, dont en particulier des chansons de Led Zeppelin.

- Zep, né Philippe Chappuis le 15 décembre 1967 à Onex, Genève : auteur suisse de bandes dessinées, dont la plus connue est Titeuf. Il prend le pseudonyme « Zep » en hommage au groupe Led Zeppelin, qui est son groupe préféré[60].
- En 1986, le mangaka japonais Hirohiko Araki nomme trois personnages de son œuvre principale JoJo's Bizarre Adventure Zeppeli, en référence à son groupe préféré Led Zeppelin.
- En 1989, l'astéroïde de la ceinture principale (4749) Ledzeppelin est dédié au groupe.
- En 2021, Pristimantis ledzeppelin, une grenouille identifiée en Équateur est nommée en hommage au groupe anglais[61],[62].

### Ouvrages en français
- François Bon, Rock'n roll, un portrait de Led Zeppelin, Albin Michel, 2008, 384 pages  (ISBN 978-2226188489)
- Jon Bream (trad. Denis-Armand Canal), Led Zeppelin, Place des Victoires, coll. « Rock & pop », 2010, 288 pages  (ISBN 978-2809901832)
- Charles R. Cross (trad. Mickey Gaboriaud et Valérie Le Plouhinec), Led Zeppelin, des ombres plus hautes que nos âmes, Naïve, 2009, 96 pages en étui  (ISBN 978-2-35021-191-6) (avec 1 cd d'une interview de 1977)
- Stephen Davis (trad. Dominique Lamblin), Led Zeppelin : la saga des années 1970, Ergo press, 1989  (ISBN 2-7395-0037-8)
- Alain Dister, Led Zeppelin, une illustration du Heavy Metal, Albin Michel, coll. Rock & folk, 1980  (ISBN 2-226-00793-8)
- François Ducray, Led Zeppelin, Le Castor astral coll. « Castor music », éd. revue et augmentée, 2009, 180 pages  (ISBN 978-2859207984)
- Dave Lewis, Paul Kendall (trad. Santiago Artozqui), Led Zeppelin de A à Zep, Talents Publishing, 2008, 143 pages  (ISBN 978-2-35690-005-0)
- Jesús Llorente, Led Zeppelin, La Mascara, coll. Images du rock, 1997, 68 pages,  (ISBN 84-7974-553-3)
- Jean-Michel Oullion, Led Zeppelin de A à Z, L'Express, coll. « Les guides Musicbook », 2005, 118 pages  (ISBN 978-2843433429)
- Jean-Michel Oullion, Led Zeppelin, même les dragons ont une fin, Les Carnets de l'Info, 2011, 280 pages  (ISBN 978-2362670213)
- Florence Rajon, Led Zeppelin, Prélude et fugue, coll. Music book, 1997, 127 pages,  (ISBN 2-84343-005-4)
- Franck Roy, Led Zeppelin : les années métalliques, Albin Michel, coll. « Rock & folk », 1995, 96 pages  (ISBN 2-226-08175-5)
- William Ruhlmann (trad. Jacques Collin), Led Zeppelin, Hors Collection, 1995, 78 pages  (ISBN 2-258-04019-1)
- Pacôme Thiellement (préface Philippe Manœuvre), Cabala : Led Zeppelin occulte, Paris, Hoëbeke, 2009, 170 pages  (ISBN 978-2743620165)
- Jean-Marie Vandersmissen, Led Zeppelin : le règne des seigneurs, Camion blanc, 2005, 321 pages  (ISBN 978-2910196400)
- Chris Welch (trad. Hélène Hiessler et Laurence Romance, préface Nick Kent), The Man who Led Zeppelin : L'incroyable odyssée de Peter Grant, le 5e homme, Rivages Rouge, 2009, 287 pages  (ISBN 978-2743620165)
- Nigel Williamson (trad. Marc-Emmanuel Konigson) Led Zeppelin, Tournon, coll. « L'essentiel sur… », 2008, 283 pages  (ISBN 978-2351440858)

Parmi plusieurs hors-série de magazines :
- Q N° spécial Led Zeppelin (trad. Jean-Pierre Sabouret), Hors série de Guitar Part, Studio Press, 2004
- Led Zeppelin story + le rockumentaire, Hors série de Rock Mag avec un DVD, 2007

### Ouvrages en anglais
- George Case, Led Zeppelin FAQ: All That's Left to Know About the Greatest Hard Rock Band of All, Backbeat Books, 2011  (ISBN 978-1617130250)
- Richard Cole, Stairway to Heaven: Led Zeppelin uncensored, It Books, 2002  (ISBN 978-0060938376)
- Keith Shadwick, Led Zeppelin, The Story of a band and their music 1968-1980, Backbeat Books, 2005  (ISBN 978-0879308711)
- Gareth Thomas, Led Zeppelin, The Illustrated Biography, Welcome Rain Publishers, 2009  (ISBN 978-1566499989)
- Mick Wall, When Giants Walked the Earth: A Biography of Led Zeppelin, Londres, Orion, 2008  (ISBN 978-0-7528-7547-7)
- Chris Welch, Led Zeppelin: The Stories Behind Every Led Zeppelin Song, Carlton Books, 2009  (ISBN 978-1847322869)